# Экенвальдер, Джеймс Эмори
Джеймс Эмори Экенвальдер (англ. James Emory Eckenwalder; род. 1949) — канадский ботаник, адъюнкт-профессор систематики растений на кафедре экологии и эволюционной биологии Университета Торонто, где он занимается таксономией,  филогенией и макроэволюцией.
Его интересы включают теоретические и практические основы классификации растений, численную таксономию и кладистику, исследование истории эволюции, гибридизацию, интеграцию различных таксономических данных в единую классификацию, наиболее эффективные способы включения таксономически неудобных организмов, особенно гибридов и ископаемых видов, в биологическую классификацию.
Получил известность как систематик и знаток рода Populus, авторитетный исследователь голосеменных древесных растений, включая саговники. Публиковал исследования по семействам Convolvulaceae и Pontederiaceae.

## Биография
Джеймс Эккенвальдер родился в Нейи-сюр-Сен, Франция. Получил степень бакалавра ботаники в 1971 году в Рид-колледже, Портленд, штат Орегон. В 1976 году получил докторскую степень в Калифорнийском университете в Беркли, защитив диссертацию по теме «Systematics of Populus L. (Salicaceae) in southwestern North America with special reference to sect. Aigeros Duby». Во время обучения в Беркли, одновременно работал научным сотрудником в Гербарии Джепсона. Профессиональную научную деятельность начал в 1977 году на позиции помощника таксономиста в Исследовательском центре тропических садов Фэирчайлд в Майами, Флорида. Через год перешёл в Университет Торонто, где стал ассистентом профессора ботаники и куратором гербария сосудистых растений. С 1979 года он также является научным сотрудником Королевского музея Онтарио в Торонто. С 1985 года стал доцентом в Университете Торонто.

## Научные результаты
Исследования проведённые профессором Экенвальдером привели к значительным изменениям в таксономии хвойных, делают упор на классификацию и эволюцию сосудистых растений, в первую очередь деревьев. 
Научные экспедиции с его участием проводились на большей части Соединенных Штатов и во многих провинциях Канады, проходили в Центральной и Южной Америке, на островах карибского бассейна и в Европе.

## Публикации
- North American cottonwoods (Populus, Salicaceae) of sections Abaso and Aigeiros (англ.) // Journal of the Arnold Arboretum[нем.]. — 1977. — Vol. 58. — Iss. 3. — P. 197. — doi:10.5962/bhl.part.29239.
- Systematics and evolution of Populus // Biology of Populus and Its Implications for Management and Conservation (англ.) / R.F. Stettler. — NRC Research Press, 1996. — P. 7—32. — 539 p. — (National Research Council Canada). — ISBN 0660165066. — ISBN 9780660165066.
- Conifers of the World: The Complete Reference (англ.). — Timber Press, 2009. — 720 p. — ISBN 0881929743. — ISBN 9780881929744.